# Dactyladenia
Dactyladenia es un género con 30 especies de plantas  perteneciente a la familia Chrysobalanaceae. Es originario del oeste de África tropical hasta Angola.

## Taxonomía
El género fue descrito por  Friedrich Welwitsch y publicado en Apontamentos Phytogeographicos 1: 572. 1859. La especie tipo es: Dactyladenia floribunda Welw.

## Especies aceptadas
A continuación se brinda un listado de las especies del género Dactyladenia aceptadas hasta julio de 2011, ordenadas alfabéticamente. Para cada una se indica el nombre binomial seguido del autor, abreviado según las convenciones y usos.
- Dactyladenia barteri (Hook.f. ex Oliv.) Prance & F.White (1979)
- Dactyladenia bellayana (Baill.) Prance & F.White (1979)
- Dactyladenia buchneri (Engl.) Prance & Sothers (2002)
- Dactyladenia campestris (Engl.) Prance & F.White (1979)
- Dactyladenia chevalieri (De Wild.) Prance & F.White (1979)
- Dactyladenia cinerea (Engl. ex De Wild.) Prance & F.White (1979)
- Dactyladenia dewevrei (De Wild. & T.Durand) Prance & F.White (1979)
- Dactyladenia dichotoma (De Wild.) Prance & F.White (1979)
- Dactyladenia dinklagei (Engl.) Prance & F.White (1979)
- Dactyladenia eketensis (De Wild.) Prance & F.White (1979)
- Dactyladenia floretii Breteler (2000)
- Dactyladenia floribunda Welw. (1859)
- Dactyladenia gilletii (De Wild.) Prance & F.White (1979)
- Dactyladenia globosa Jongkind (2012)
- Dactyladenia hirsuta (A.Chev. ex De Wild.) Prance & F.White (1979)
- Dactyladenia icondere (Baill.) Prance & F.White (1979)
- Dactyladenia johnstonei (Hoyle) Prance & F.White (1979)
- Dactyladenia jongkindii Breteler (2000)
- Dactyladenia laevis (Pierre ex De Wild.) Prance & F.White (1979)
- Dactyladenia lehmbachii (Engl.) Prance & F.White (1979)
- Dactyladenia letestui (Letouzey) Prance & F.White (1979)
- Dactyladenia librevillensis (Letouzey) Prance & F.White (1979)
- Dactyladenia mannii (Oliv.) Prance & F.White (1979)
- Dactyladenia ndjoleensis Breteler (1999)
- Dactyladenia pallescens (Baill.) Prance & F.White (1979)
- Dactyladenia pierrei (De Wild.) Prance & F.White (1979)
- Dactyladenia sapinii (De Wild.) Prance & F.White (1979)
- Dactyladenia scabrifolia (Hua) Prance & F.White (1979)
- Dactyladenia smeathmannii (Baill.) Prance & F.White (1979)
- Dactyladenia staudtii (Engl.) Prance & F.White (1979)
- Dactyladenia whytei (Stapf) Prance & F.White (1979)